# 卡克斯島
51°15′4″S 60°31′40″W / 51.25111°S 60.52778°W

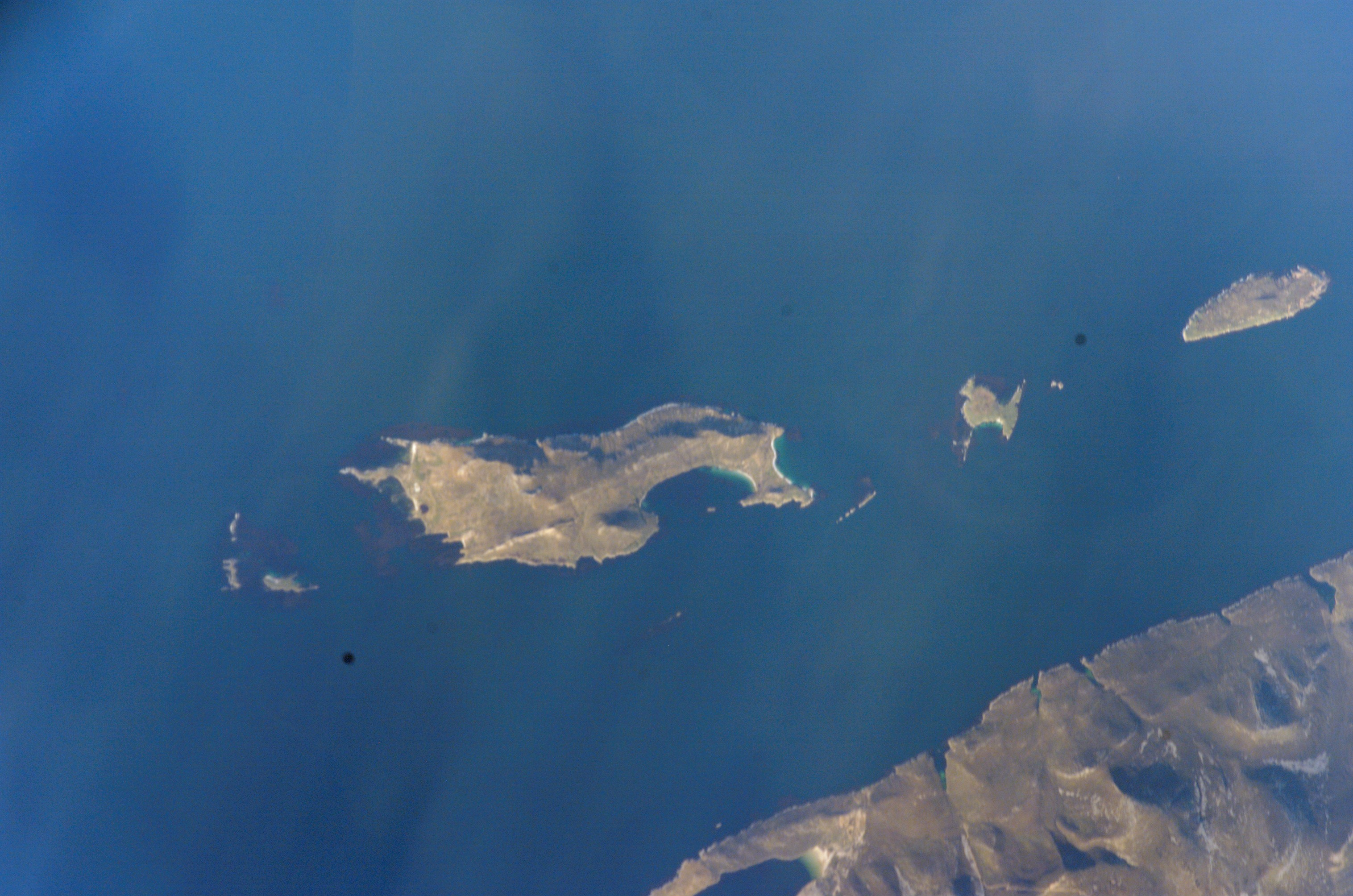

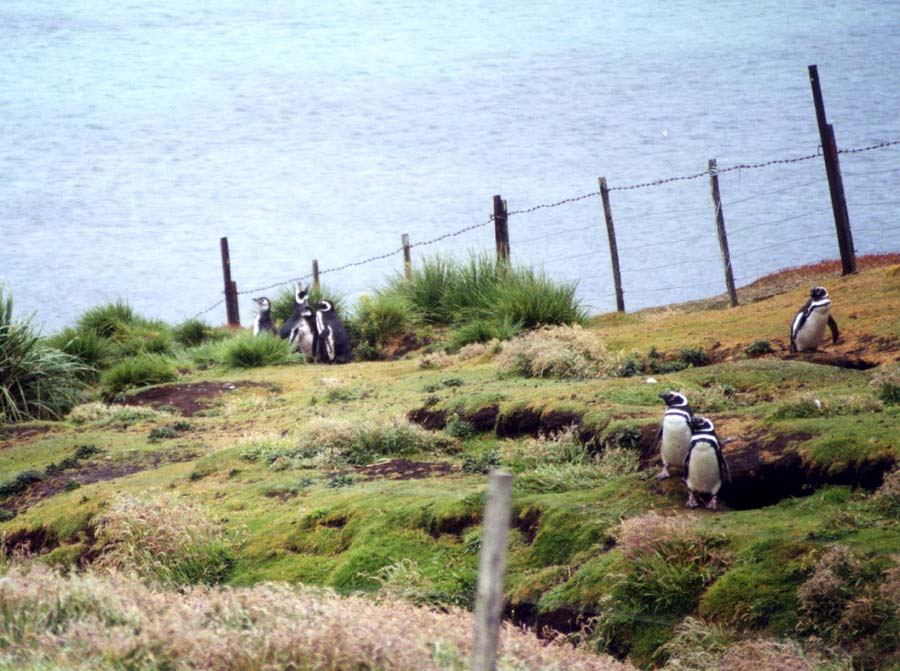

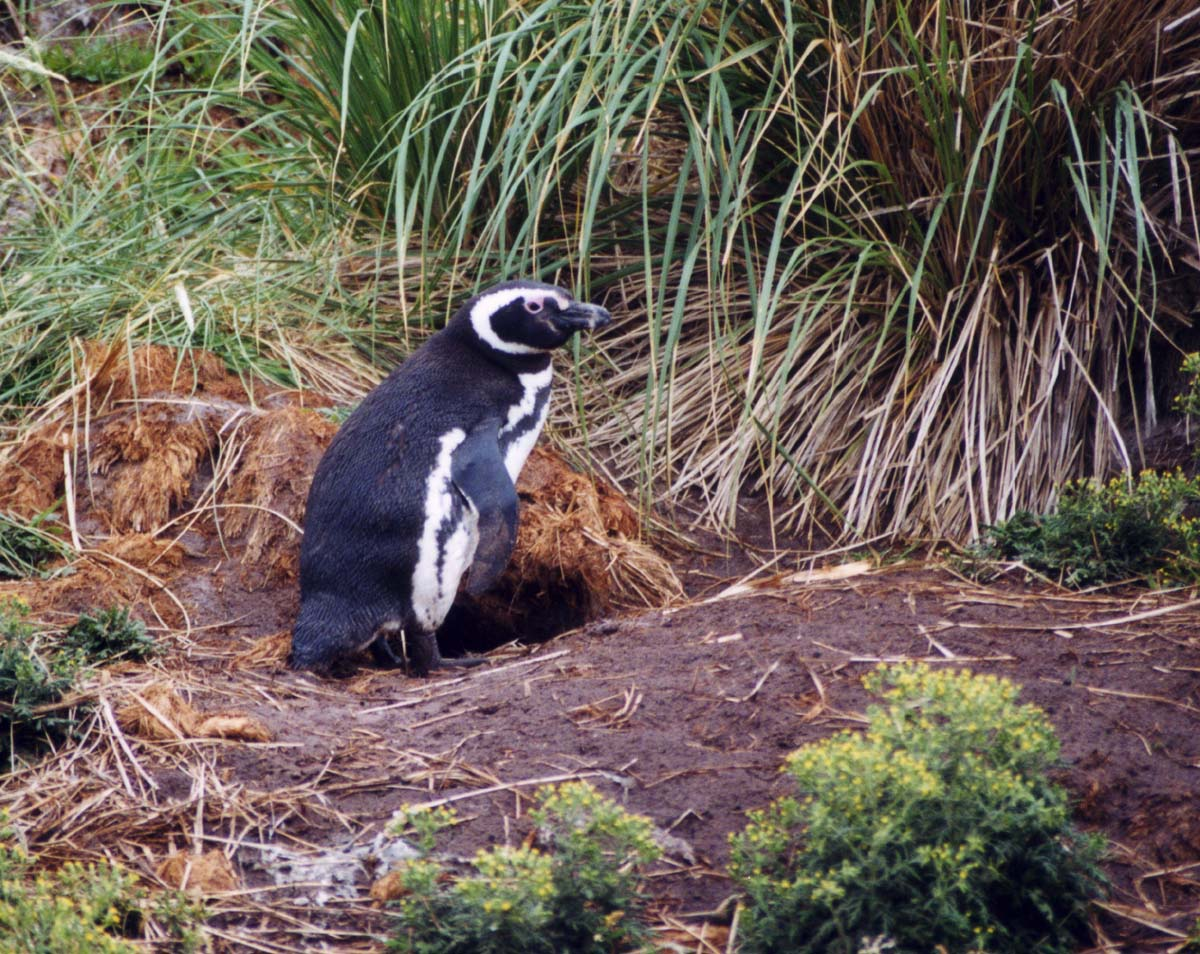

卡克斯島是英國海外領土福克蘭群島的島嶼，位於大馬爾維納島西北面和塞瓦爾德斯群島東南面的大西洋南部海域，長10公里、寬2.5公里，面積18.94平方公里，海拔高度220米。

## 外部連結
- Carcass Island （页面存档备份，存于）
- http://www.ladatco.com/fk-crs.htm （页面存档备份，存于）
- Wildlife shots of Carcass island （页面存档备份，存于）
- Carcass Island of the Falkland Islands